# ایگال تومارکین
ایگال تومارکین (انگلیسی: Yigal Tumarkin؛ ۲۳ اکتبر ۱۹۳۳–۱۲ اوت ۲۰۲۱) نقاش و مجسمه‌ساز اسرائیلی بود. او در سال ۲۰۰۴ میلادی جایزه اسرائیل در پیکره‌سازی را دریافت کرد. از جمله کارهای برجستهٔ او می‌توان به بنای یادبود هلوکاست در میدان رابین تل‌آویو اشاره کرد.

## زندگی
تومارکین در درسدن آلمان زاده شد. پدر او مارتین هلبرگ نام داشت و یک بازیگر تئاتر آلمانی بود. او دو ساله بود که مادر و پدرخوانده‌اش به فلسطین زیر قیومیت بریتانیا مهاجرت کردند. تومارکین دوران خدمت سربازی‌اش را در نیروی دریایی اسرائیل گذراند. او پس از آن در روستایی به نام هود در نزدیکی کوه کرمل به یادگیری پیکره‌سازی پرداخت. کوچک‌ترین پسر او به نام یون تومارکین، یک بازیگر و خوانندهٔ سرشناس اسرائیلی است.

## نگارخانه

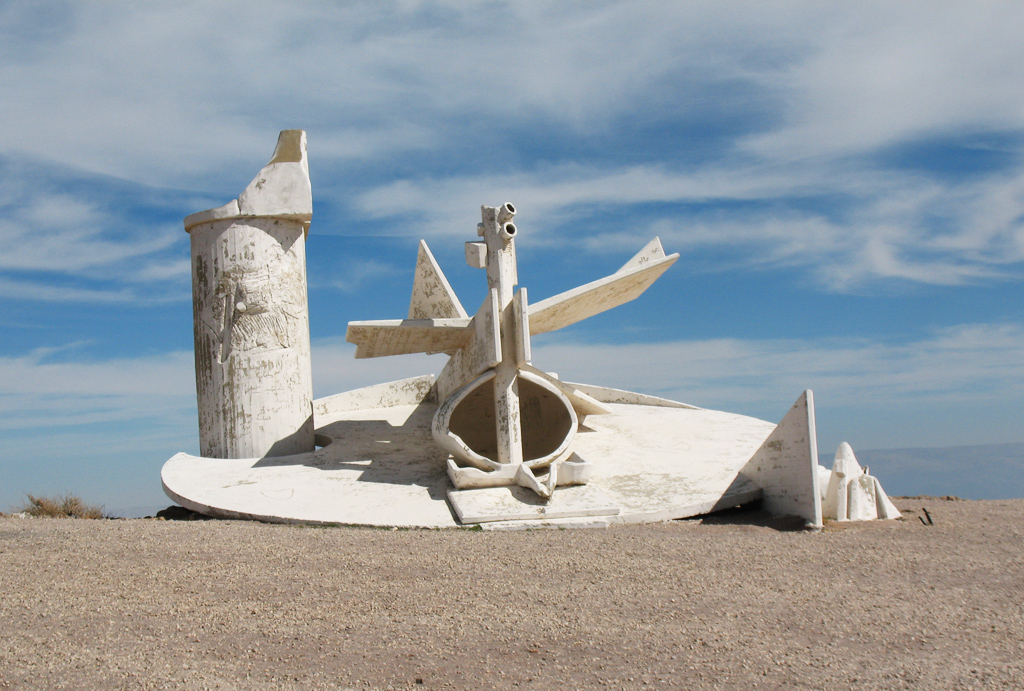
بنای یادبود در عراد، اسرائیل
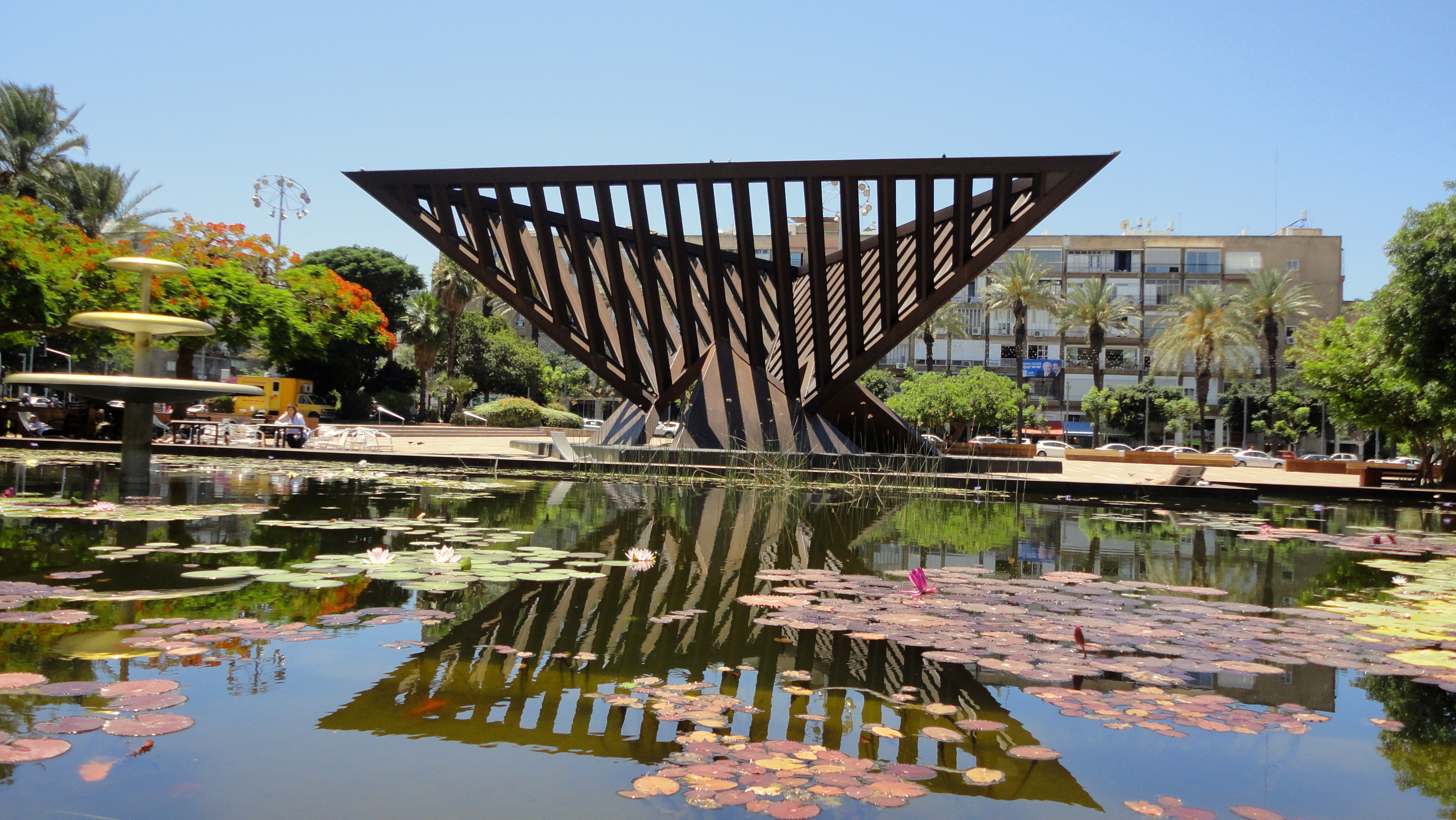
یادبود هولوکاست در میدان رابین در تل‌آویو